# Ёмсна (село)
Ёмсна — село в Нерехтском районе Костромской области. Административный центр Ёмсненского сельского поселения.

## География
Находится в юго-западной части Костромской области на расстоянии приблизительно 8 км на юг-юго-восток по прямой от районного центра города Нерехта у речки Солоница.

## История
Известно со Смутного времени как погост с Борисоглебской церковью. В 1782 году была построена Троицкая церковь (ныне в руинированном состоянии). В 1872 году было учтено 39 дворов, в 1907 году отмечено было 38 дворов.

## Население
Постоянное население составляло 147 человек (1872 год), 208 (1897), 234 (1907), 285 в 2002 году (русские 95 %), 259 в 2022.